# 11. skupina
Mezi prvky 11. skupiny periodické tabulky prvků patří měď (Cu), stříbro (Ag), zlato (Au) a roentgenium (Rg).  Používaly se při ražbě mincí, a proto jsou také známé jako mincovní kovy. Elektronová konfigurace valenční elektronové slupky je ns1 (n-1)d10.
Všechny prvky této skupiny patří mezi přechodné kovy a pro svoji nízkou reaktivitu mezi ušlechtilé kovy. Mají vysoké teploty tání, nejsou těkavé, jsou kujné a vykazují vysokou tepelnou i elektrickou vodivost. Tyto prvky často tvoří komplexní sloučeniny.
Měď, stříbro a zlato byly pravděpodobně první tři prvky objevené člověkem. Jsou známé již od pravěku, protože se v přírodě vyskytují v ryzí formě a k jejich výrobě není nutná žádná extrakční metalurgie.

## Vlastnosti
| Atomové číslo | Prvek  | Fyzická forma         | Hustota (g/cm3) | Teplota tání (°C) | Teplota varu (°C) |
| ------------- | ------ | --------------------- | --------------- | ----------------- | ----------------- |
| 29            | měď    | kov načervenalé barvy | 08,94           | 1085              | 2562              |
| 47            | stíbro | kov bílé barvy        | 10,49           | 962               | 2162              |
| 79            | zlato  | kov zlaté barvy       | 19,30           | 1064              | 3859              |

## Etymologie
- Měď - chemická značka Cu, latinsky cuprum. V období Římské říše se měď těžila hlavně na Kypru, proto dostala název aes cyprium (kov Kypru). Později se název zkrátil na cuprum. České slovo měď pochází se staré perštiny (nazývala tento kov med) nebo z názvu Médie (oblast v Turecku a severozápadním Íránu), odkud se měď do Evropy dovážela.
- Stříbro - chemická značka Ag, latinsky argentum. Latinské slovo argentum znamená bílý nebo zářící. Slovanské názvy pro stříbro jsou velmi podobné, například ruské серебро (serebró), polské srebro, litevské sidãbras. Pravděpodobně znamenají srpek Měsíce, neboť právě tato planeta byla symbolem stříbra.
- Zlato - chemická značka Au, latinsky aurum. Název aurum znamená žlutý. Vzhledem k dlouhé historii využívání zlata má pro něj téměř každý jazyk svůj název. Většinou je spojován se žlutou barvou nebo Sluncem, které bylo jeho symbolem.
- Roentgenium - chemická značka Rg. Je pojmenováno na počest německého fyzika Wilhelma Conrada Röntgena (psáno také Roentgen), který objevil rentgenové záření.

## Historie objevů

### Měď

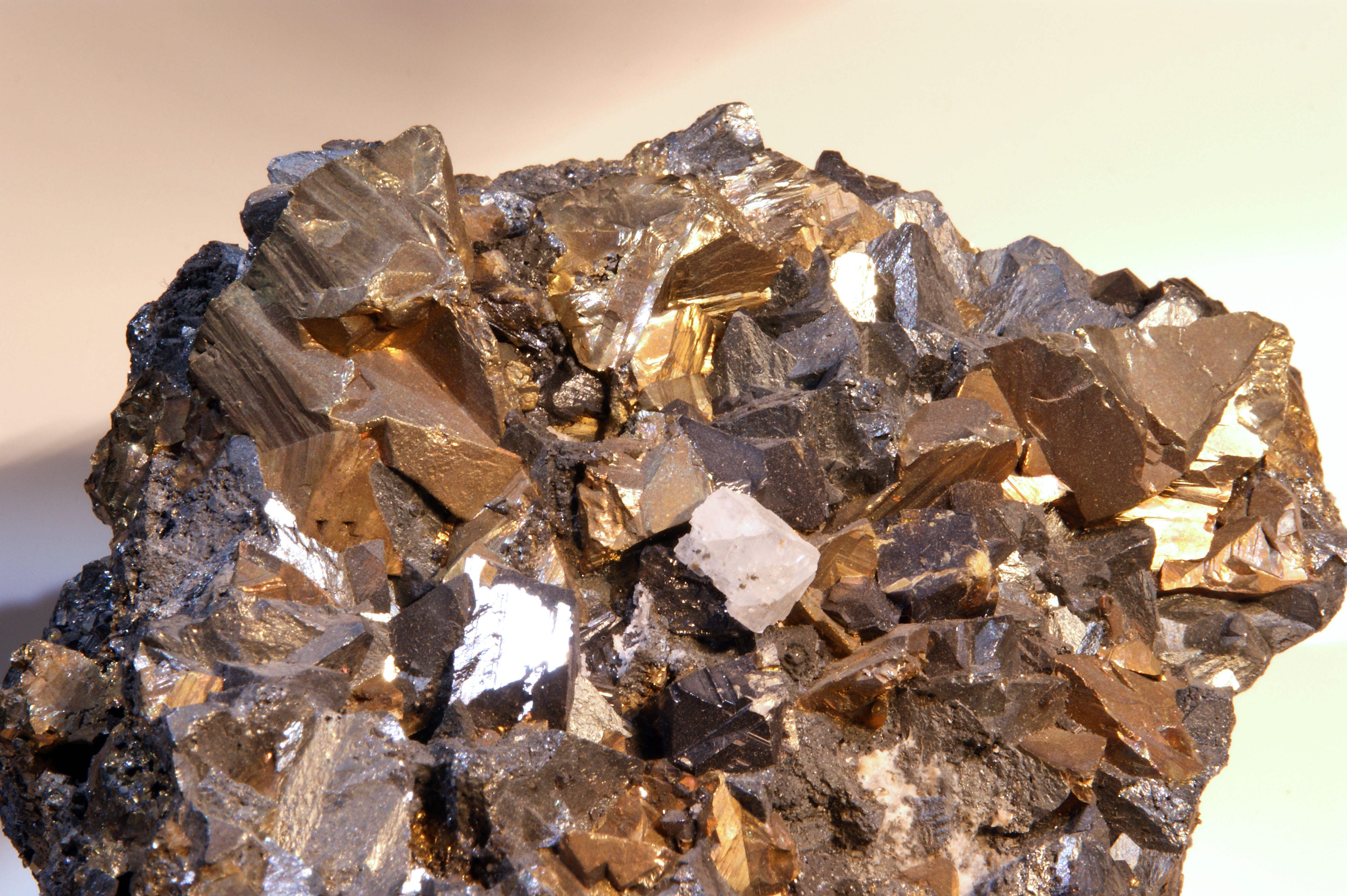
Chalkopyrit nebo kyz měděný (CuFeS_{2} - sulfid měďnato-železnatý)

Měď je jedním z mála kovů, které se v přírodě často vyskytují v přímo použitelné kovové formě (nativní kovy), a proto provází člověka už od pravěku. Přibližně od roku 8000 př. n. l. začal člověk tento kov využívat pro výrobu nejrůznějších nástrojů. O tisíce let později to byl první kov, který byl vytaven ze sulfidických rud. Asi 5000 let př. n. l. to byl první kov, který byl ve formě odlit do určitého tvaru. Asi 4000 př. n. l. to byl první kov, který byl záměrně legován s jiným kovem (cínem) za vzniku bronzu.
V době Starověkého Říma se měď těžila hlavně na Kypru a nazývala se aes cyprium (kov Kypru). Důležitou rudou mědi je chalkopyrit, který se získával hlubinnou těžbou z rudných žil, ale i povrchovým dobýváním.
Soli mědi dodávají modrou nebo zelenou barvu některým minerálům (azurit, malachit a tyrkys) a historicky byly široce používány jako pigmenty.

### Stříbro

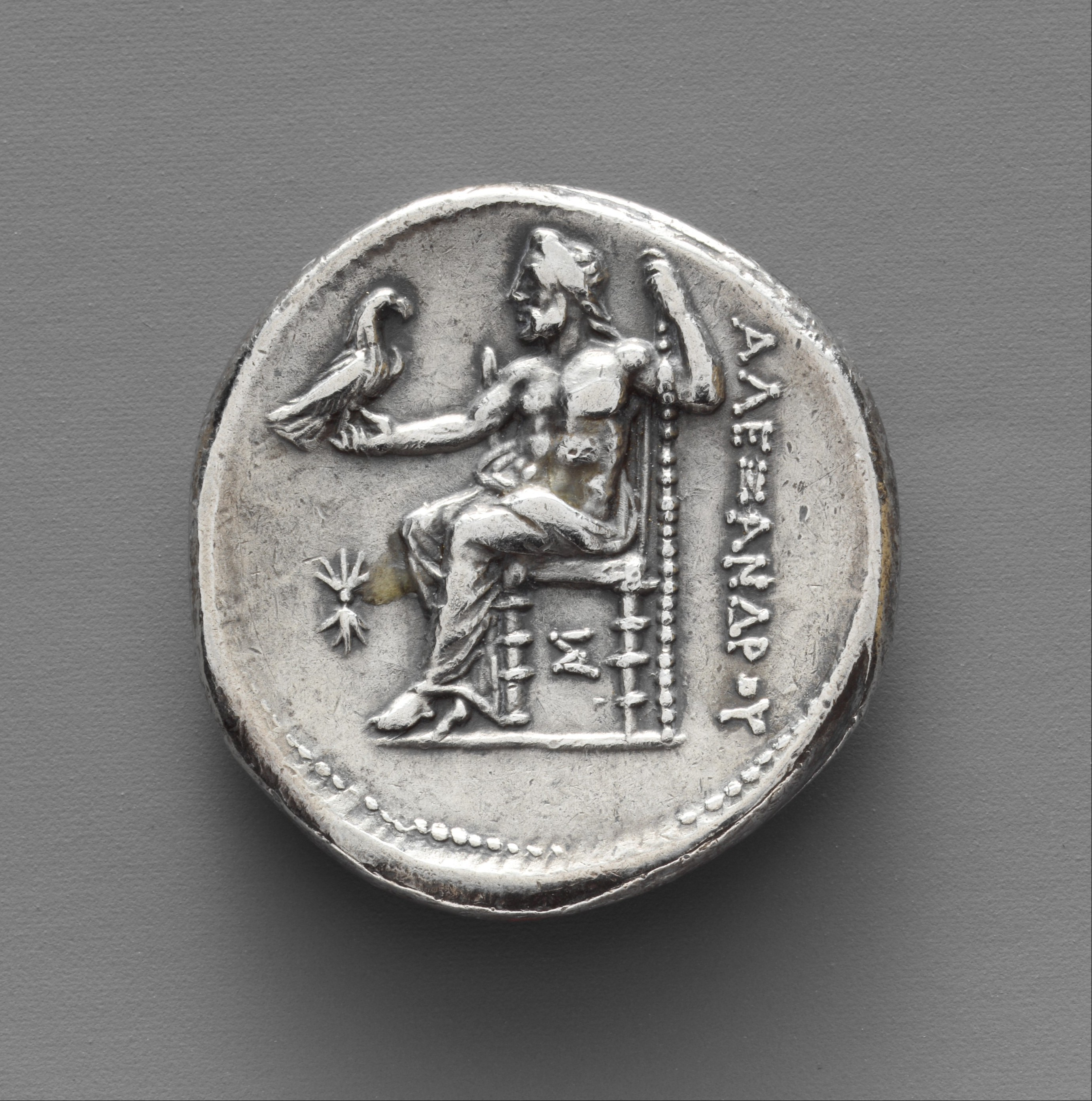
Stříbrná starořecká mince (drachma)

Stříbro je reaktivnější než zlato a zásoby nativního stříbra tak byly mnohem omezenější než zásoby zlata. Proto například ve starověkém Egyptě bylo stříbro dražší než zlato. Situace se změnila s objevem kupelace, která umožňovala extrahovat stříbrný kov z jeho rud. Haldy strusky nalezené v Malé Asii a na ostrovech v Egejském moři naznačují, že stříbro bylo odděleno od olova již 4000 let př. n. l. První důkazy o těžbě stříbra pocházejí z roku 3000 př. n. l. v Turecku a Řecku.

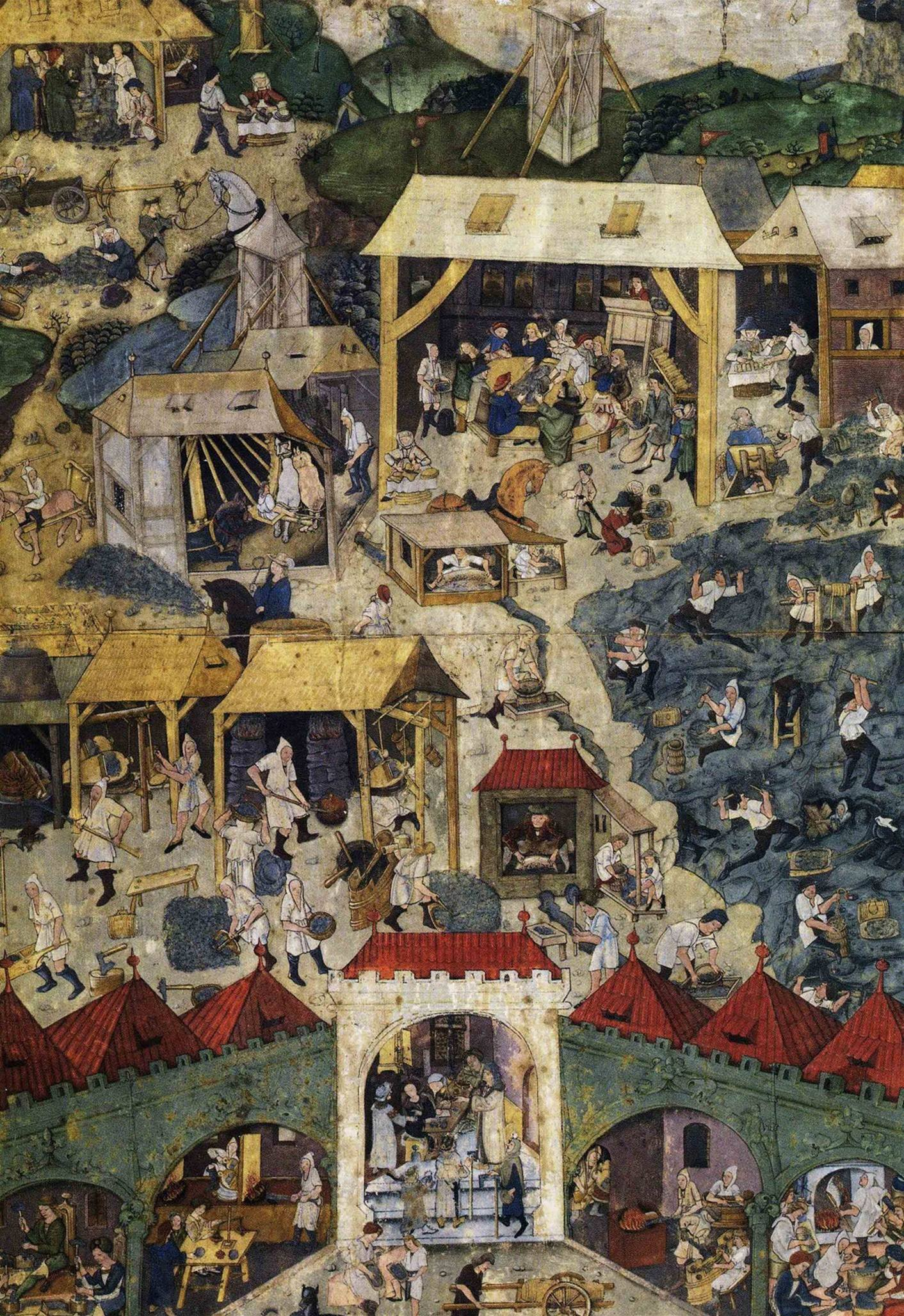
Stříbrný důl v Kutné Hoře

V době starořecké a římské civilizace byly stříbrné mince základem jejich ekonomiky. Řekové již v 7. století př. n. l. těžili stříbro z galenitu. Na vzestupu Athén se tak podílely i nedaleké stříbrné doly v Lauriu, ze kterých v letech 600 př. n. l. těžili asi 30 tun ročně. V polovině druhého století našeho letopočtu bylo v římské ekonomice v oběhu pětkrát až desetkrát větší množství stříbra, než bylo dohromady dostupné ve středověké Evropě a Turecku.
Střední Evropa se stala centrem produkce stříbra až ve středověku, kdy byla vyčerpána středomořská ložiska těžená starověkými civilizacemi. Stříbrné doly byly například otevřeny v Čechách, Sasku, Alsasku, Slezsku, Maďarsku, Norsku, Štýrsku, Schwazu a jižním Schwarzwaldu.
S objevením Ameriky a až do začátku 18. století se staly dominantním producentem stříbra země jako Peru, Bolívie, Chile a Argentina. Většina vytěženého stříbra putovala do Španělska, takže doly v Novém světě podporovaly především španělskou říši.
V 19. století se primární produkce stříbra přesunula do Severní Ameriky, zejména do Kanady, Mexika a Nevady ve Spojených státech. Část produkce probíhala také v Polsku, na ruském Dálném východě a také v Austrálii. Dnes patří mezi primární producenty stříbra Peru a Mexiko.

### Zlato

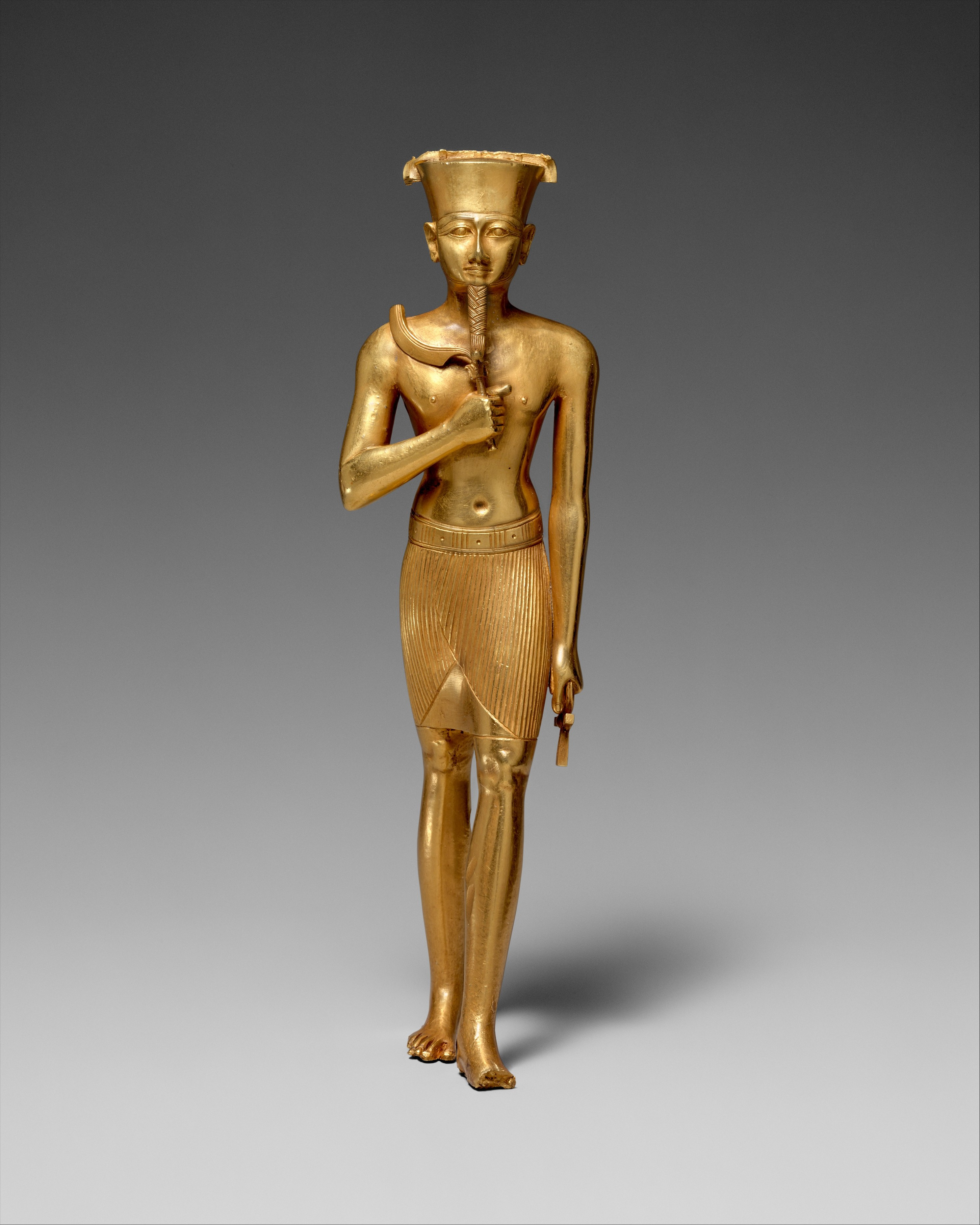
Zlatá soška z Egypta

Zlato se v přírodě nalézá ryzí a je nejstarším lidmi používaným kovem. Malé množství použitého zlata bylo nalezeno ve španělských jeskyních z pozdního paleolitu (40 000 let př. n. l.). Nejstarší lidmi vyrobené zlaté předměty pocházejí z Bulharska a jsou staré 5000 př. n. l. Byly nalezeny v nekropoli ve Varně na pobřeží Černého moře. Zlaté předměty byly nalezeny i ve starověkém Egyptě, Dolní Mezopotámii nebo v jeskynním hřbitově Wadi Qana na Západním břehu Jordánu. Nejstarší známá mapa zlatého dolu byla nakreslena v době 19. dynastie starověkého Egypta (1320–1200 př. n. l.).

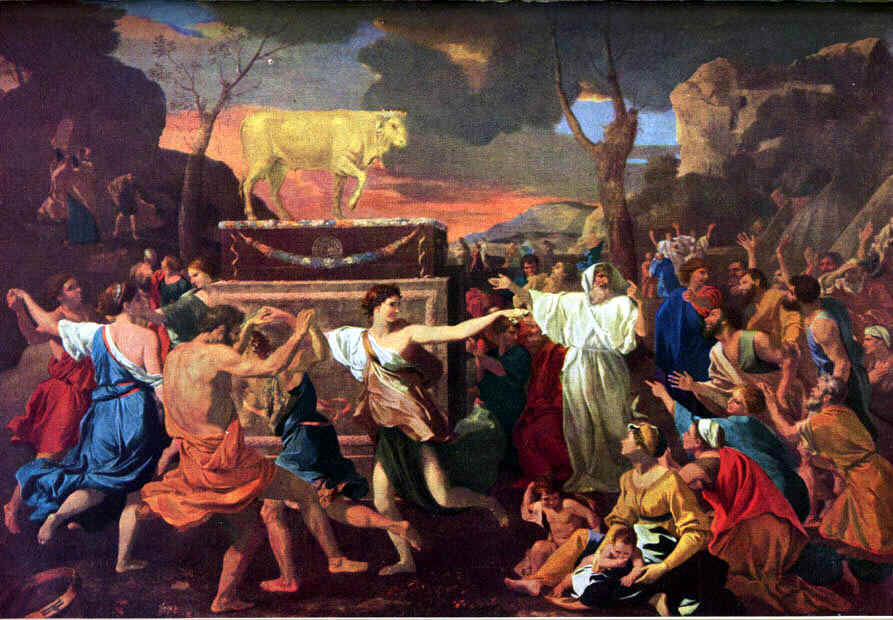
Obraz zlatého telete podle Bible

Zlato je často zmiňováno ve Starém zákoně, například v Genesis příběhem o zlatém teleti nebo o zlatém oltáři. V Novém zákoně v prvních kapitolách evangelia svatého Matouše patří zlato mezi dary mudrců. Kniha Zjevení popisuje Jeruzalém jako město s ulicemi z čistého zlata, průzračného jako křišťál.
Výroba zlata byla i jedním z hlavních cílů alchymistů. Symbolem pro zlato byl kruh s hrotem uprostřed ☉, který byl také astrologickým symbolem a starověkým čínským znakem pro Slunce. Snaha o výrobu zlata vedla alchymisty k mnoha poznatkům o chemických látkách a položili tak základ dnešní chemii.

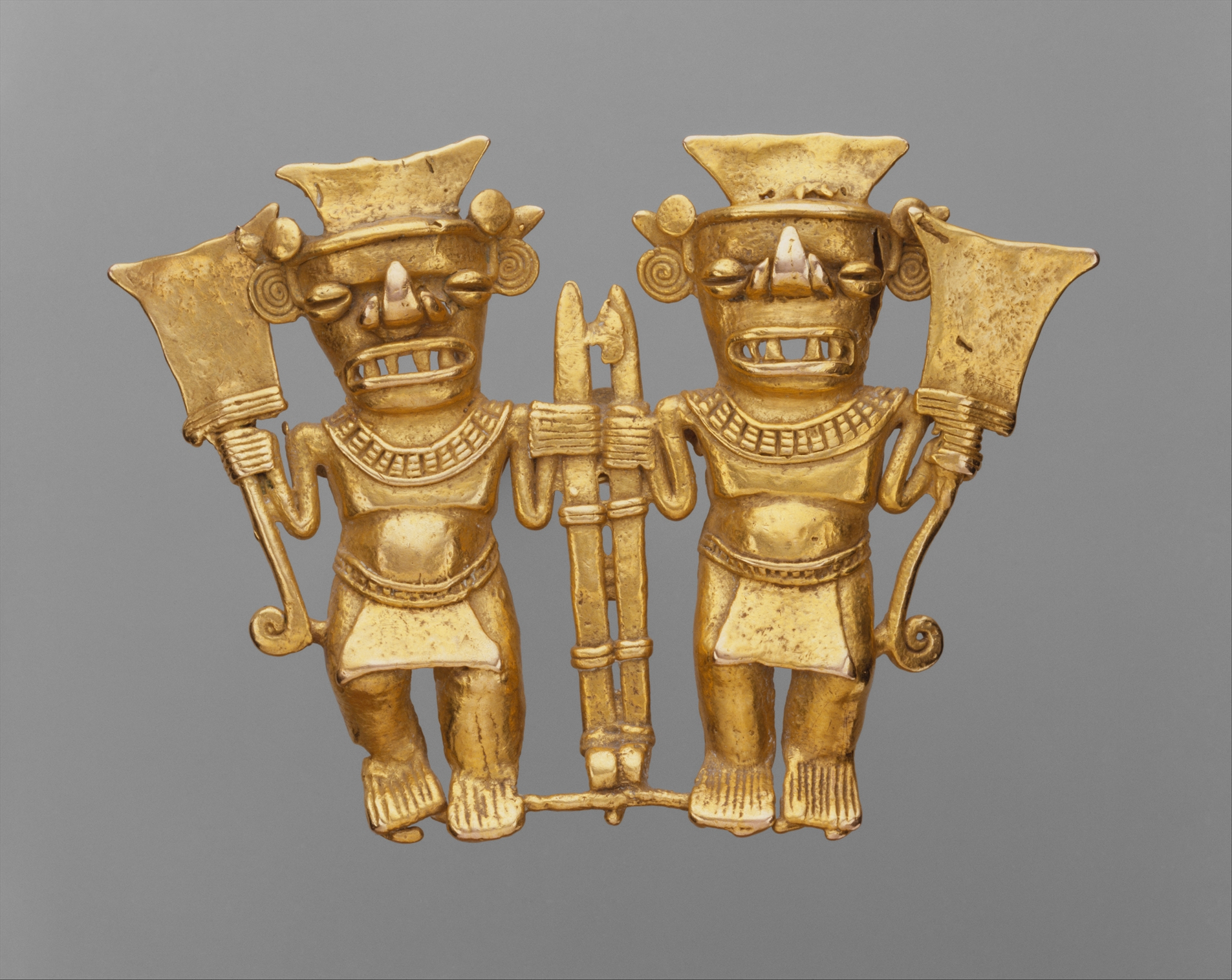
Zlaté sošky z Kolumbie

Ve středověku byl evropský zájem o Ameriku podpořen zprávami o zlatých špercích, které ve velkém množství používali domorodé národy v Peru, Ekvádoru a Kolumbii. Například Aztékové považovali zlato za produkt bohů a nazývali ho boží exkrement. Mezi nejznámější legendy o zlatu patří popis bájného El Dorada, kde byly nalezeny zlaté mince a drahé kameny v pohádkovém množství. Zlatá horečka, která se rozpoutala v touze po zlatě, znamenala pro mnoho zlatokopů smrt a jen pro hrstku z nich zbohatnutí.
S raným novověkem se zájem Evropanů o zlato obrátil do západní Afriky, především Ghany, která byla nazývána Zlaté pobřeží. Evropský obchod se v tomto regionu soustředil především na zlato, slonovinu a otroky.

### Roentgenium
Roentgenium bylo poprvé vytvořeno v roce 1994 bombardováním atomů niklu-64 do bismutu-209 za vzniku roentgenia-272. Stalo se tak  v Helmholtzově centru pro výzkum těžkých iontů poblíž Darmstadtu v Hesensku. Dosud bylo syntetizováno pouze několik atomů roentgenu a v současné době nemají žádné praktické využití.

## Jednotlivé prvky

### Měď

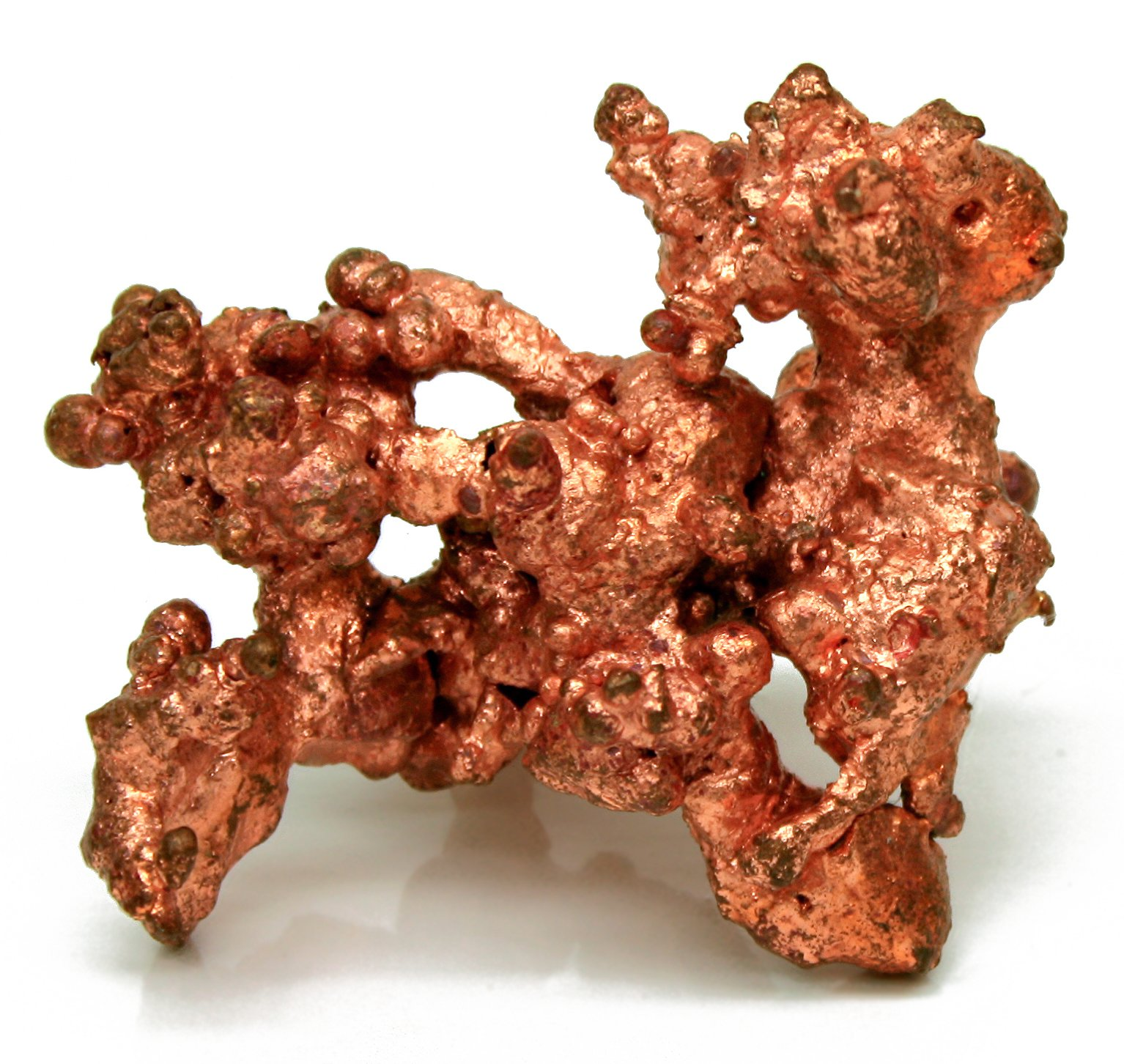
Měď

Měď se vyznačuje velmi dobrou tepelnou a elektrickou vodivostí, dobře se mechanicky zpracovává a je odolná k atmosférické korozi. Je základní součástí řady velmi důležitých slitin (například bronz) a je mimořádně důležitá pro elektrotechniku.
Známé využití mědi je na střešní krytiny, kde oxiduje za vzniku zelené patiny. Měď má nezanedbatelný význam v dekorativním umění, a to jak ve své elementární kovové formě, tak ve sloučeninách jako pigmenty. Sloučeniny mědi se používají jako bakteriostatická činidla, fungicidy a prostředky na ochranu dřeva.
Měď je jedním ze stopových prvků nezbytných pro všechny živé organismy. U lidí se měď nachází hlavně v játrech, svalech a kostech. U měkkýšů a korýšů je měď součástí krevního barviva hemocyaninu, který je u ryb a jiných obratlovců nahrazen hemoglobinem s komplexem železa.

### Stříbro

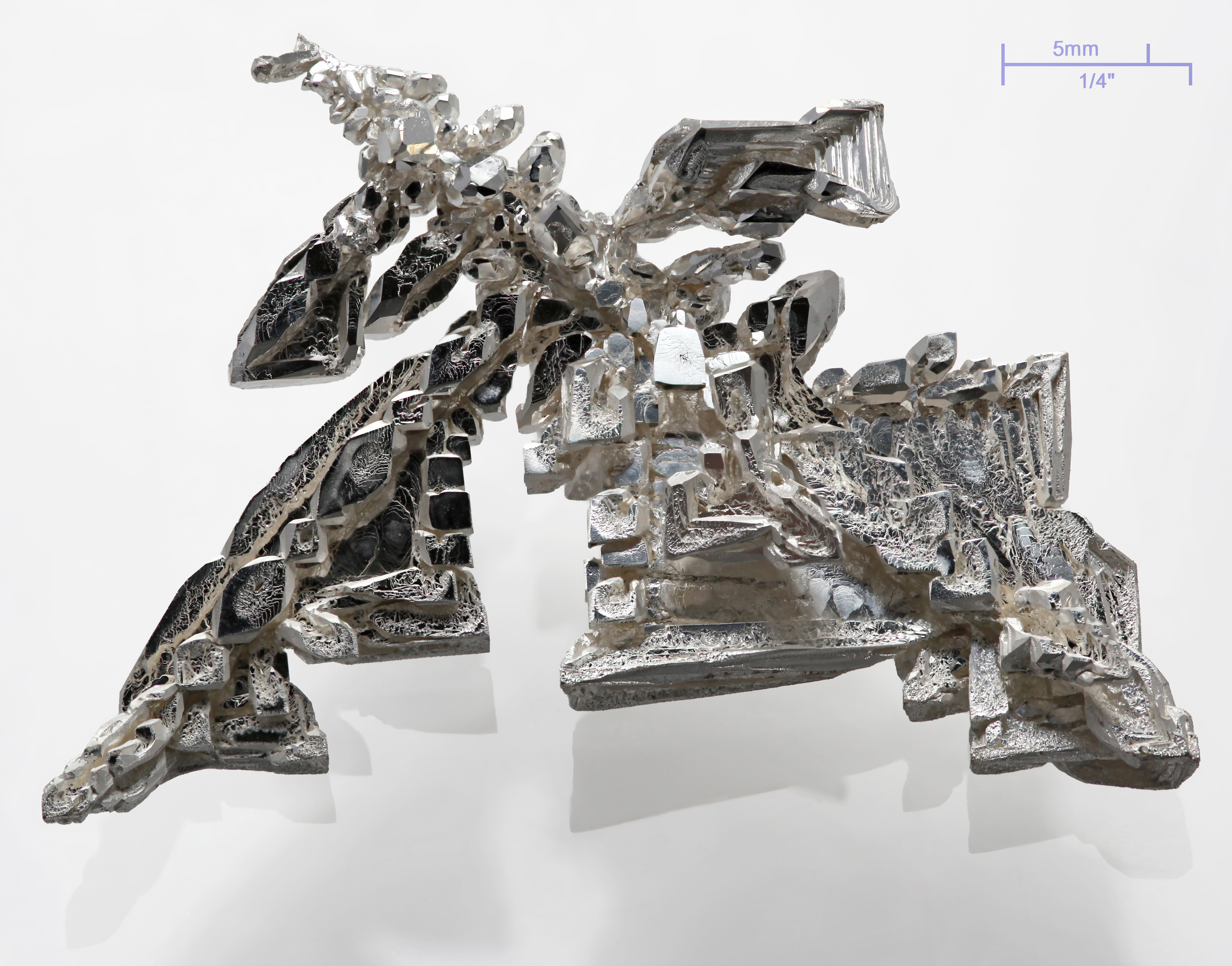
Stříbro

Stříbro je měkký, bílý a lesklý přechodný kov. Má nejlepší elektrickou a tepelnou vodivostí ze všech známých kovů. Po mechanické a metalurgické stránce je velmi dobře zpracovatelné, neboť má dobrou kujnost a dobře se odlévá.
Stříbro se používá k výrobě mincí, v solárních panelech, při filtraci vody, špercích, ozdobách, vysoce hodnotném nádobí a náčiní. Dále v elektrických kontaktech a vodičích nebo při katalýze chemických reakcí.
Jeho sloučeniny se používají ve fotografickém a rentgenovém filmu. Zředěné roztoky dusičnanu stříbrného a dalších sloučenin stříbra se používají jako dezinfekční prostředky a mikrobiocidy (do obvazů na rány, do katétrů a dalších lékařských nástrojů).

### Zlato

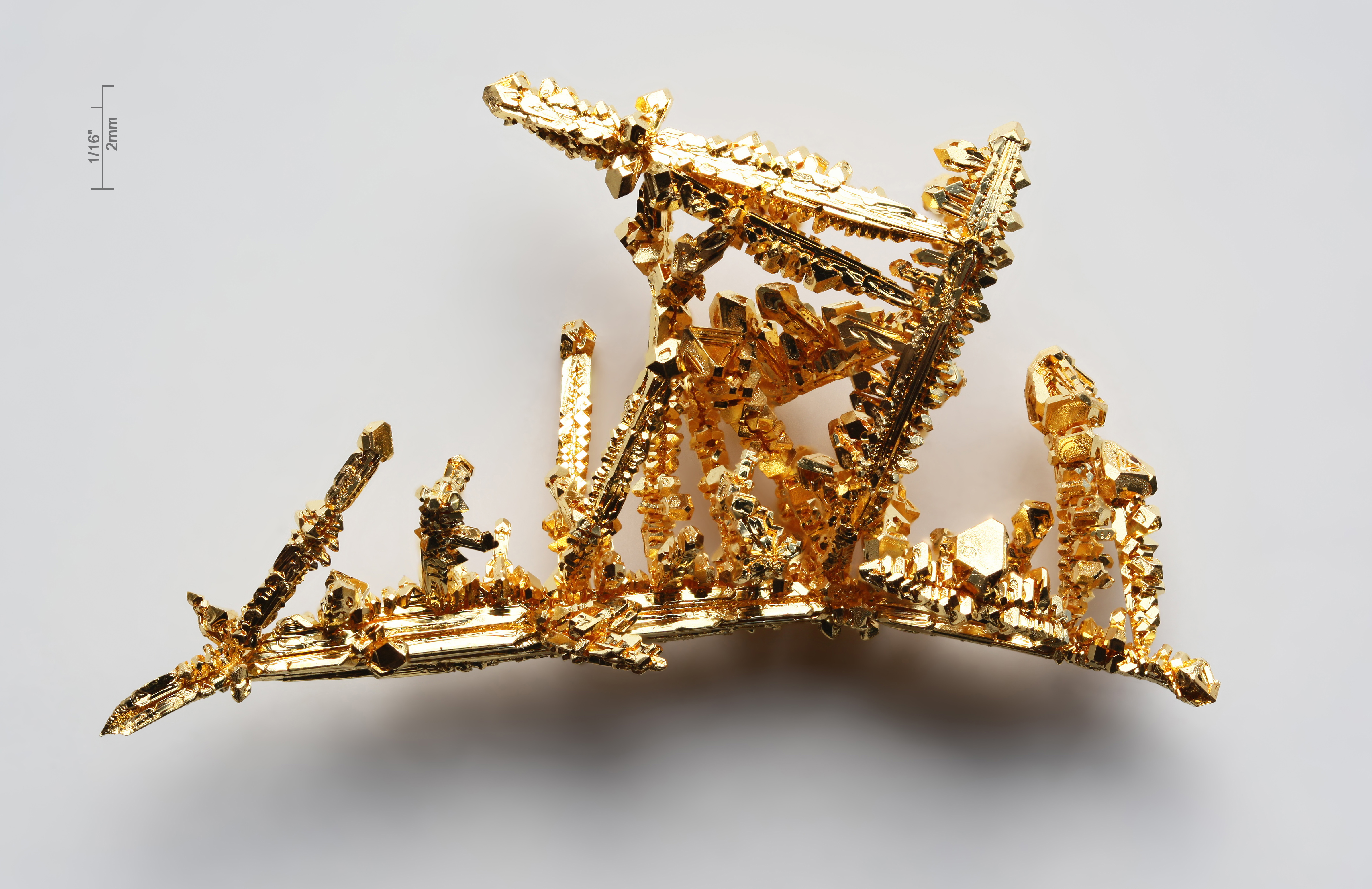
Zlato

Zlato je v čisté formě jasně žlutý, hustý, měkký, kujný a tažný kov. Je chemicky odolné a velmi dobře tepelně i elektricky vodivé. Je to jeden z nejméně reaktivních chemických prvků a za standardních podmínek je pevný. Patří mezi drahé kovy.
Zlato je odolné vůči většině kyselin. Rozpouští se pouze v lučavce královské (směs kyseliny dusičné a kyseliny chlorovodíkové) a v alkalických roztocích kyanidu. Ty se používají při těžbě a galvanickém pokovování. Se rtutí vytváří amalgámové slitiny.
Zlato se často vyskytuje ryzí jako nugety nebo zrna v horninách, žilách a naplaveninách. Méně často se vyskytuje v minerálech jako sloučeniny zlata, často s tellurem jako telluridy zlata.
Zlato je drahý kov, který se používal pro ražbu mincí, šperků a dalších uměleckých předmětů v celé zaznamenané historii lidstva. V minulosti byl zlatý standard často zaváděn jako měnová politika. Zlaté mince přestaly být raženy jako měna až v roce 1930.

### Roentgenium
Roentgenium je chemický prvek s atomovým číslem 111, který se v přírodě nevyskytuje. Jedná se o extrémně radioaktivní syntetický prvek, který lze vytvořit pouze v cyklotronu nebo urychlovači částic. Nejstabilnější známý izotop roentgenium-282 má poločas rozpadu 120 sekund.
Roentgenium doposud nebylo izolováno v dostatečně velkém množství, aby bylo možno určit všechny jeho fyzikální a chemické vlastnosti. Při své poloze v periodické tabulce prvků by svými vlastnostmi mělo připomínat zlato.